# IC 868
IC 868 ist eine elliptische Galaxie vom Hubble-Typ E im Sternbild Coma Berenices am Nordsternhimmel. Sie ist schätzungsweise 298 Millionen Lichtjahre von der Milchstraße entfernt.
Das Objekt wurde am 22. April 1889 vom US-amerikanischen Astronomen Lewis Swift entdeckt.